# Pūloʻuloʻu

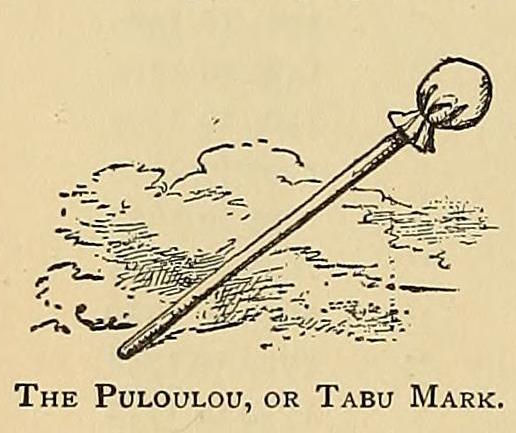
Illustration von pūloʻuloʻu in König Kalākauas Buch The Legends and Myths of Hawaii: The Fables and Folklore of a Strange People, 1888

Pūloʻuloʻu, oft auch Kapu-Stäbe genannt, sind Symbole, die das Kapu der hawaiischen Aliʻi (Häuptlinge oder Könige) bezeichnen und die verstorbenen Vorfahren der Aliʻi symbolisieren. Sie sind traditionelle Symbole der Autorität, die auch in der heutigen Zeit verwendet werden, darunter im Siegel des Staates Hawaii.

## Geschichte
Pūloʻuloʻu werden oft „Kapu-Stäbe“ genannt. Sie waren Symbole der Autorität und des Schutzes der Aliʻi im alten Hawaiʻi und repräsentierten auch die geistige Kraft (Mana) der Aliʻi.
Sie wurden durch das Aufwickeln von Kapa-Tuchbündeln auf einen Stock hergestellt. Sie erhielten Ahnennamen und wurden an prominenten Plätzen aufgestellt. Sie stellten die Vorfahren eines verstorbenen Aliʻi dar, der aus Po (Himmel) zurückgekehrt war. Die runde Form entsprach der Form der Sterne in der traditionellen hawaiischen Sichtweise. Sie enthalten oft die Relikte verstorbener Vorfahren wie Knochen, Zähne, Haare und andere wichtige Überreste. Ihre Verwendung als Symbole des Kapu wurde von Paʻao, einem hohen Priester (kahuna nui) aus Kahiki eingeführt.
Die pūloʻuloʻu wurden oft am Wohnsitz der Aliʻi, an einem Heiau (Tempel) und an den Grabstätten der Aliʻi aufgestellt. Der Walfangkapitän Alfred N. Tripp schenkte König Kalākaua anlässlich der Krönung des Königs 1883 ein pūloʻuloʻu aus einem Narwalstoßzahn.
Der Stoßzahn, der sieben Fuß und zwei Zoll maß, war mit einer goldenen Kugel versehen und wird derzeit im Thronsaal des ʻIolani-Palastes zwischen den beiden Thronen von Kalākaua und Königin Kapiʻolani ausgestellt. Die pūloʻuloʻu werden auch im königlichen Mausoleum Mauna ʻAla ausgestellt, wo sie in der Kapelle aufgestellt sind und wo Metalldarstellungen außerhalb der Kapellen und der Krypten angebracht sind.
Das Wappen des Königreichs Hawaiʻis und das Siegel des Staates Hawaii zeigen die pūloʻuloʻu als Symbol der Autorität.

## Galerie

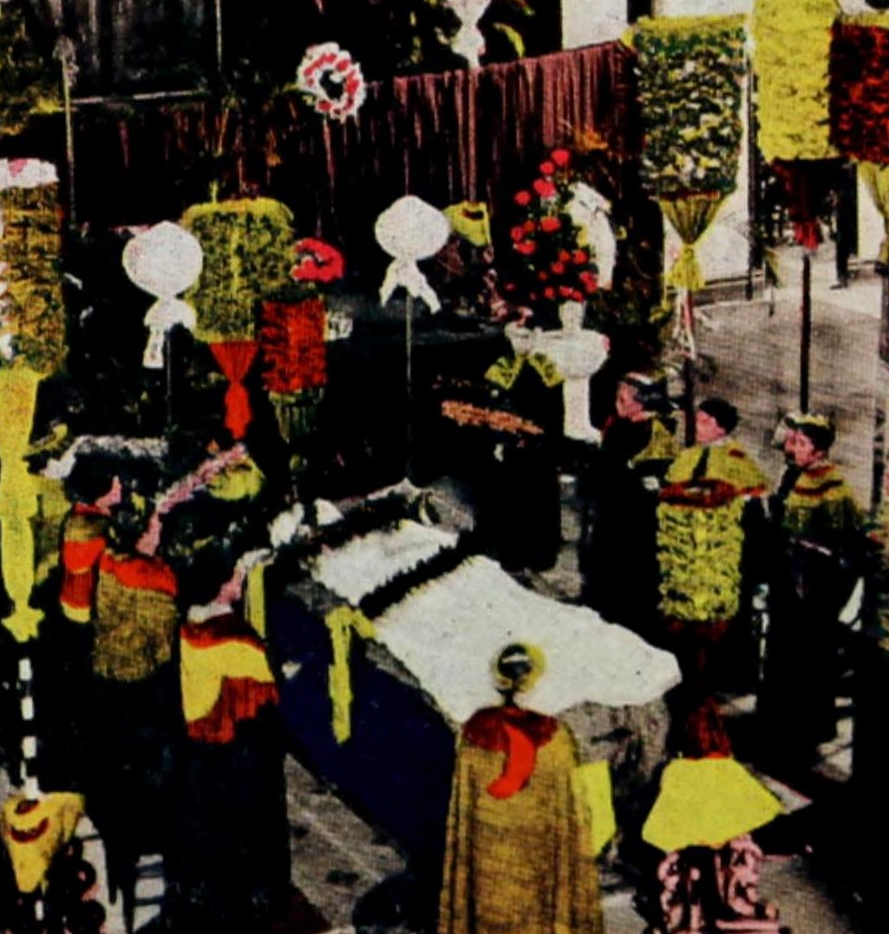
Pūloʻuloʻu, die bei der Aufbahrung von Königin Liliʻuokalani verwendet wurden
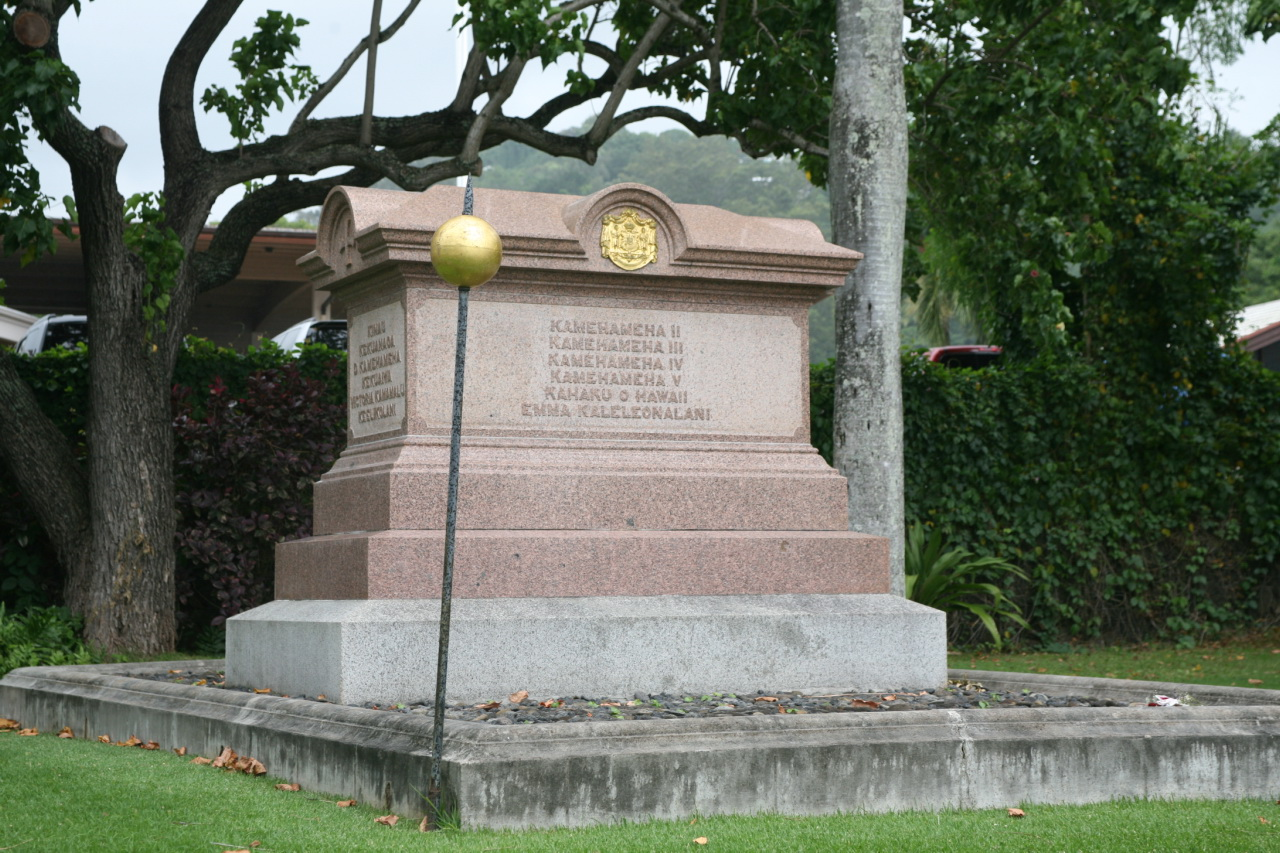
Darstellung eines Pūloʻuloʻu aus Metall vor dem Kamehameha-Grab im königlichen Mausoleum von Hawaii am Mauna ʻAla
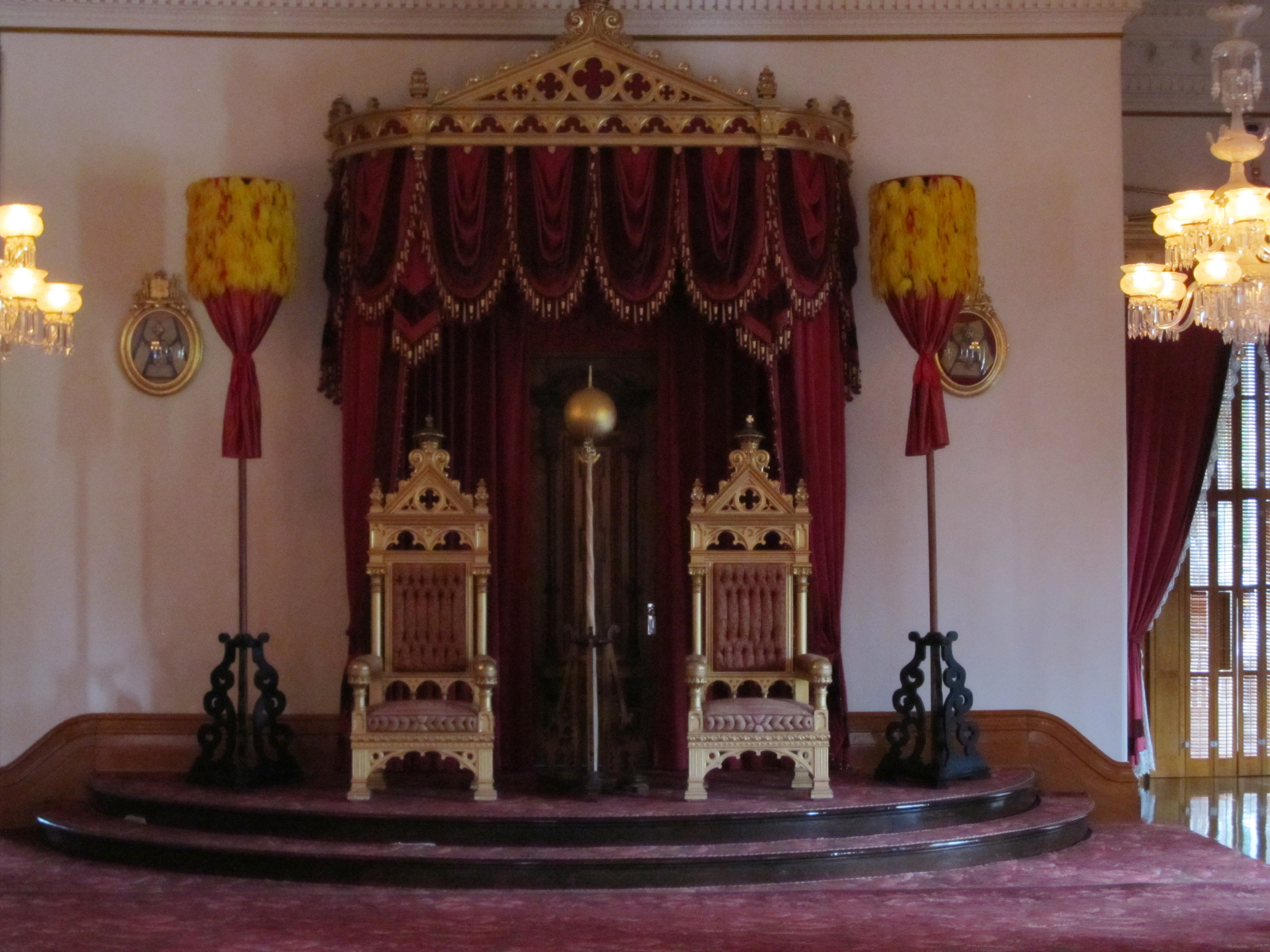
Darstellung eines pūloʻuloʻu aus Metall, hergestellt unter Verwendung eines Narwalstoßzahns im ʻIolani-Palast
Wappen des Königreichs Hawaiʻi
Siegel Hawaiis